# Kamp-Thaya-March-Radroute

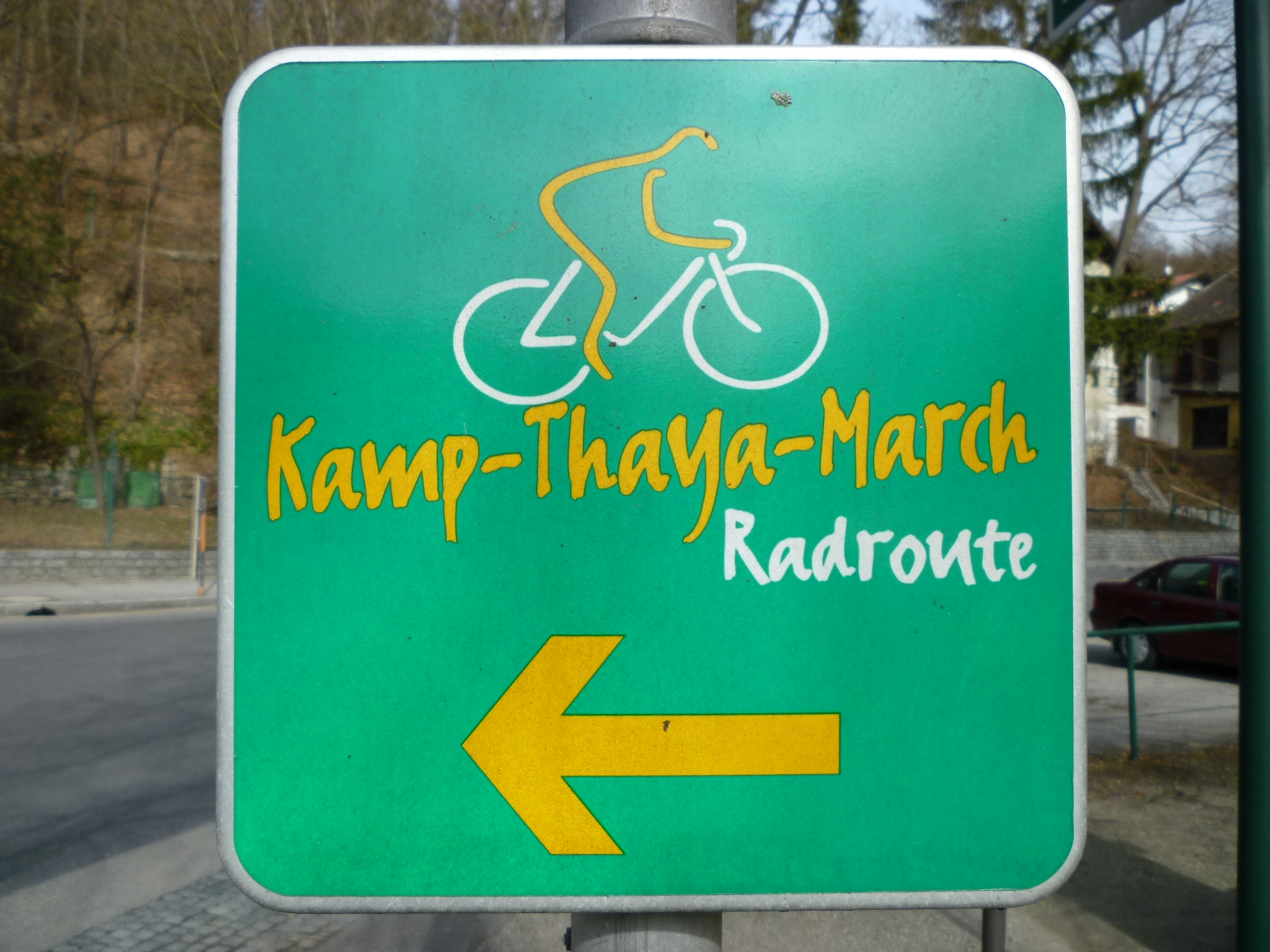
Wegweiser des Radwanderwegs

Die Kamp-Thaya-March-Radroute ist ein 421,2 Kilometer langer Radwanderweg im Waldviertel und im Weinviertel in Niederösterreich. Sie führt von Krems ausgehend durch das Kamptal und das mittlere Waldviertel nach Zwettl und Raabs an der Thaya weiter durch das Weinviertel über Retz, Laa an der Thaya und Hohenau nach Marchegg.
Die Kamp-Thaya-March-Radroute verläuft teilweise auf eigenen Trassen, teilweise über Landes- und Gemeindestraßen und ist größtenteils asphaltiert. Zwischen ihrem Ausgangspunkt und Rosenburg verläuft sie entlang des Kamp relativ flach, während sie im mittleren Waldviertel und im nordwestlichen Weinviertel über hügeliges Gelände führt. Auf diesem Streckenabschnitt sind insgesamt rund 2000 Höhenmeter zu überwinden. Der letzte Abschnitt, der durch das Marchfeld im südöstlichen Weinviertel führt, ist hingegen wieder flach. Der Radwanderweg ist in beide Richtungen durchgehend beschildert und hat einen mittleren Schwierigkeitsgrad.

## Streckenführung
Von ihrem Ausgangspunkt in Krems führt die Kamp-Thaya-March-Radroute in die Weinstadt Langenlois und von dort auf der Trasse des Kamptalwegs entlang des Kamps und der Kamptalbahn über Gars am Kamp nach Rosenburg. Hier verlässt sie das Kamptal und führt über Altenburg und Rastenfeld in die Bezirksstädte Zwettl und Waidhofen an der Thaya und weiter nach Raabs an der Thaya, wo sie über das Thayatal das Weinviertel erreicht. Über die Weinbaustädte Retz und Laa an der Thaya führt sie entlang der Staatsgrenze zur Tschechischen Republik nach Hohenau entlang der slowakischen Grenze zu ihrem Zielpunkt Marchegg.